# Прокопенко Назар Віталійович
Назар Віталійович Прокопенко (нар. 4 червня 2005) — український футболіст, опорний півзахисник «Олександрії».

## Життєпис
У юнацькому чемпіонаті Дніпропетровської області та ДЮФЛУ з 2016 по 2022 рік виступав за дніпровські колективи «Дніпро-2004», «Дніпро» та ДАФ «Дніпро».
Напередодні старту сезону 2023/24 років перейшов до «Олександрії», де виступав за юнацьку команду клубу. На початку наступного сезону перевеений до резервної команди «Олександрії». На професійному рівні дебютував 25 серпня 2024 року в переможному (2:0) виїзному поєдинку 3-го туру групи Б Другої ліги України проти вінницької «Ниви». Назар вийшов на поле на 73-й хвилині замість Назара Кайди.